# Лауро (гора)
Лауро (итал. Monte Lauro) — вершина на острове Сицилия.
Высота над уровнем моря — 987 м, это высшая точка Иблейских гор. Гора расположена на границе провинции Рагуза и Сиракуза, являясь и высочайшей точкой этих провинций.
Климат на склонах горы Лауро — средиземноморский, но зимой возможны снегопады. У подножия климат мягче. Склоны горы покрыты лесом, а также используются для сельскохозяйственных нужд.
На покрытых хвойными лесами склонах горы находятся истоки крупнейших рек юго-востока Сицилии — Анапо, Дирилло и Ирминио.
Название горы происходит от латинского названия лавра.
Вверху горы установлены многочисленные антенны для радиостанций и телепередатчиков.